# 5 kwietnia
5 kwietnia jest 95. (w latach przestępnych 96.) dniem w kalendarzu gregoriańskim. Do końca roku pozostaje 270 dni.

## Święta
- Imieniny obchodzą: Borzywoj, Irena, Izbor, Jeremi, Jeremiasz, Julianna, Katarzyna, Krescencja, Maria, Tristan i Wincenty.
- Korea Południowa – Dzień Drzew
- Francja – Dzień Grzeczności za Kierownicą
- Wielka Brytania – Dzień bez Makijażu
- Wspomnienia i święta w Kościele katolickim[1][2] obchodzą:
  - św. Bekan z Kilbeggan (apostoł Irlandii)
  - św. Irena Akwilejska (męczennica)
  - bł. Jeremiasz z Wołoszczyzny (kapucyn) (również 5 marca)
  - św. Julianna z Cornillon (augustianka)
  - św. Maria Krescencja Höss (dziewica)
  - bł. Marian de la Mata Aparício (augustiański ksiądz)
  - św. Wincenty Ferreriusz (prezbiter)

## Wydarzenia w Polsce
- 1091 – Zwycięstwo Pomorzan nad wojskami Władysława I Hermana w bitwie pod Drzycimiem.
- 1516 – Zawarty 12 lat wcześniej między wrocławską kapitułą a stanami śląskimi i miastem Wrocławiem tzw. układ kolowratski został uznany za nieważny przez papieża Leona X.
- 1521 – Wojna pruska: w Toruniu zostało zawarte polsko-krzyżackie 4-letnie zawieszenie broni, a spór oddano pod sąd rozjemczy cesarza rzymsko-niemieckiego Karola V Habsburga i króla Węgier Ludwika II Jagiellończyka.
- 1573:
  - Otwarto pierwszy warszawski stały most (Most Zygmunta Augusta) na Wiśle.
  - We wsi Kamień pod Warszawą rozpoczął się pierwszy Sejm elekcyjny, który miał wybrać następcę zmarłego 7 lipca poprzedniego roku ostatniego króla z dynastii Jagiellonów, Zygmunta II Augusta.
- 1605 – Książę Konrad III von Hochberg otrzymał od cesarza Rudolfa II dziedziczne prawo do zamku Książ w miejsce dotychczasowej dzierżawy.
- 1770 – Konfederacja barska: stoczono bitwy pod Jedliczem i Siepietnicą.
- 1831 – W Teatrze Narodowym w Warszawie odbyła się prapremiera Warszawianki, oficjalnej pieśni powstania listopadowego.
- 1862 – W Krakowie ukazało się pierwsze wydanie czasopisma „Przegląd Lekarski”.
- 1863 – Powstanie styczniowe: porażka powstańców w bitwie pod Szklarami.
- 1883 – Profesorowie Uniwersytetu Jagiellońskiego, Zygmunt Wróblewski i Karol Olszewski jako pierwsi na świecie dokonali skroplenia tlenu.
- 1906 – Papież Pius X podpisał encyklikę Tribus circiter potępiającą polskich mariawitów.
- 1919 – Wojna polsko-bolszewicka: wojsko polskie dokonało w zdobytym Pińsku masakry 35 Żydów oskarżanych o popieranie bolszewików.
- 1941 – W Kielcach niemieccy okupanci utworzyli getto żydowskie.
- 1944:
  - We wsi Łubcze koło Tomaszowa Lubelskiego oddział UPA zamordował 116 osób, w tym 24 Ukraińców.
  - W nocy z 4 na 5 kwietnia Niemcy zamordowali w Makowie Podhalańskim 42 osoby.
- 1945 – Armia Czerwona zdobyła Żywiec
- 1948 – Przed Najwyższym Trybunałem Narodowym w Gdańsku rozpoczął się proces byłego gauleitera Alberta Forstera.
- 1952 – Podpisano polsko-radziecką umowę o budowie Pałacu Kultury i Nauki w Warszawie.
- 1955 – Otwarto Pałac Młodzieży w Warszawie.
- 1956 – W Warszawie otwarto studencki klub „Stodoła”.
- 1963 – Premiera filmu Czerwone berety w reżyserii Pawła Komorowskiego.
- 1982 – Wznowił emisję zawieszony po wprowadzeniu stanu wojennego Program III Polskiego Radia.
- 1989 – Podpisano porozumienie Okrągłego Stołu.
- 1990 – Premier RP Tadeusz Mazowiecki wydał zarządzenie w sprawie przekształcenia dzielnic miasta stołecznego Warszawy w gminy.
- 1993 – Rybacy zablokowali porty w Gdańsku, Gdyni i Szczecinie, żądając ograniczenia importu ryb.
- 1994 – Premiera filmu sensacyjnego Psy 2. Ostatnia krew w reżyserii Władysława Pasikowskiego.
- 1998 – W Sopocie została odsłonięta Fontanna Jasia Rybaka.
- 2004 – Zakończyła prace sejmowa komisja śledcza w sprawie tzw. afery Rywina.
- 2007 – Kopalnia Soli Kłodawa została wpisana do Rejestru zabytków.
- 2015 – W wyniku podpalenia spłonął XIX-wieczny Młyn Szancera w Tarnowie.
- 2019 – Dokonano oblotu lekkiego samolotu odrzutowego Flaris LAR01.

## Wydarzenia na świecie

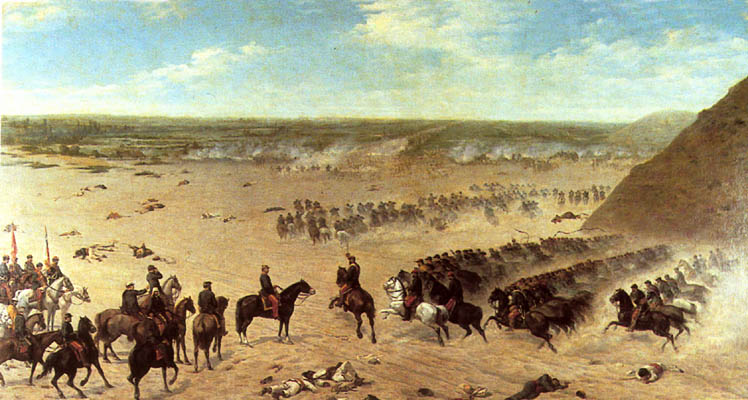
Wojna o saletrę: Chilijczycy szarżują w bitwie pod Chorrillos

- 823 – Lotar I został koronowany w Rzymie przez papieża Paschalisa I na cesarza Franków.
- 1058 – Dokonano wyboru antypapieża Benedykta X.
- 1101 – Sułtan Wielkich Seldżuków Barkijaruk pokonał swoich braci w bitwie pod Hamadanem.
- 1242 – Na zamarzniętych wodach jeziora Pejpus doszło do bitwy między kawalerami mieczowymi a wojskami księcia nowogrodzkiego Aleksandra Newskiego, która powstrzymała ekspansję zakonu na ziemie ruskie.
- 1355 – Karol IV Luksemburski został koronowany na cesarza rzymsko-niemieckiego.
- 1453 – Upadek Konstantynopola: pod oblężone miasto podeszły główne siły tureckie.
- 1534 – Po opuszczeniu murów opanowanego przez wyznawców ruchu niemieckiego miasta Münster przywódca anabaptystów Holender Jan Matthijs i jego 30 towarzyszy zostali pojmani przez wojska biskupa Franza von Waldecka i następnie ścięci, a ich głowy, po wbiciu na pale umieszczono tak, aby były widoczne dla pozostających w mieście rebeliantów.
- 1555 – Rozpoczęło się konklawe, które 9 kwietnia wybrało na papieża Marcelego II w miejsce zmarłego Juliusza III.
- 1566 – Delegacja szlachty niderlandzkiej przybyła do hiszpańskiej namiestniczki Niderlandów Małgorzaty Parmeńskiej aby przedstawić petycję (tzw. „kompromis brukselski”) z żądaniami reform. Jeden z dostojników namiestniczki nazwał wówczas delegatów żebrakami (franc. gueux), od czego wziął swą nazwę ruch wyzwoleńczy – gezowie.
- 1614 – W Jamestown w Wirginii odbyły się zaślubiny Pocahontas, córki wodza indiańskiego Powatana, z angielskim kolonistą Johnem Rolfe.
- 1654 – Zakończyła się I wojna angielsko-holenderska.
- 1693 – Król Francji Ludwik XIV ustanowił Królewski Order Wojskowy Świętego Ludwika.
- 1697 – Karol XII został królem Szwecji.
- 1722 – Holender Jacob Roggeveen odkrył Wyspę Wielkanocną na Pacyfiku.
- 1764 – Brytyjski parlament uchwalił Ustawę o cukrze.
- 1781 – Powstanie Tupaca Amaru II: klęska powstańców w starciu z Hiszpanami pod Combapatą w Peru.
- 1794 – W Paryżu został zgilotynowany Georges Danton.
- 1795 – Został zawarty pokój francusko-pruski w Bazylei, na mocy którego Prusy uznały Republikę Francji i jej granicę na Renie.
- 1799:
  - IV wojna z Królestwem Majsur: wojska brytyjskie rozpoczęły oblężenie Seringapatam.
  - Podczas francuskiego oblężenia Malty jej obrońcy po raz pierwszy wystrzelili z baterii artyleryjskiej „Jesuit Hill” w mieście Marsa.
  - Wojna Francji z II koalicją: zwycięstwo wojsk austriackich nad francuskimi w bitwie pod Magnano.
- 1803 – W Wiedniu odbyła się premiera III koncertu fortepianowego Ludwiga van Beethovena.
- 1813 – Wojna Francji z VI koalicją: zwycięstwo wojsk prusko-rosyjskich nad francuskimi w bitwie pod Möckern.
- 1818 – W czasie wojny o niepodległość Chile wojska powstańcze odniosły kluczowe zwycięstwo nad Hiszpanami w bitwie pod Maipú.
- 1821:
  - Po ponad 4 miesiącach dryfowania w szalupach uratowano pozostających przy życiu rozbitków z zatopionego przez kaszalota statku wielorybniczego „Essex”. Zdarzenie to zainspirowało Hermana Melville’a do napisania powieści Moby Dick.
  - W Portugalii zniesiono trybunały inkwizycyjne.
- 1829 – Odbyła się koronacja papieża Piusa VIII.
- 1849 – I wojna o Szlezwik: zwycięstwo wojsk pruskich nad duńskimi w bitwie pod Eckernförde.
- 1862 – Wojna secesyjna: wojska Unii rozpoczęły oblężenie Yorktown.
- 1874 – W Wiedniu odbyła się premiera operetki Zemsta nietoperza Johanna Straussa młodszego.
- 1879:
  - We Florencji wyjechał na trasę pierwszy tramwaj konny.
  - Wojna o saletrę: Chile wypowiedziało wojnę Peru i Boliwii.
- 1886 – Austriacki astronom Johann Palisa odkrył planetoidę (257) Silesia.
- 1887 – Wyspy Wallis i Futuna na Pacyfiku przyjęły francuski protektorat.
- 1898 – Założono angielski klub piłkarski Portsmouth F.C.
- 1902 – 25 osób zginęło w wyniku zawalenia trybuny podczas meczu piłkarskiego Szkocja-Anglia na stadionie Ibrox Park w Glasgow.
- 1908:
  - Herbert Henry Asquith został premierem Wielkiej Brytanii.
  - W rozegranym w Bazylei swym pierwszym oficjalnym meczu reprezentacja Niemiec w piłce nożnej przegrała ze Szwajcarią 3:5.
- 1913 – Zwodowano amerykański niszczyciel USS „Duncan”.
- 1915 – W stoczonej w Hawanie walce o zawodowe mistrzostwo świata w bokserskiej wadze ciężkiej Amerykanin Jess Willard pokonał broniącego tytułu swego rodaka Jacka Johnsona.
- 1918:
  - I wojna światowa: zakończyła się, pierwsza w ramach ofensywy wiosennej, udana niemiecka operacja „Michael” (21 marca – 5 kwietnia).
  - Salote Tupou III została królową Tonga.
- 1920 – Michael Petersen Friis został premierem Danii.
- 1930 – Król Aleksander I Karadziordziewić ustanowił Order Korony Jugosłowiańskiej.
- 1933 – Prezydent USA Franklin Delano Roosevelt podpisał Rozporządzenie wykonawcze nr 6102, zakazujące obywatelom USA gromadzenia złotych monet, złota oraz certyfikatów złota.
- 1937 – Otwarto Port lotniczy Praga-Ruzyně.
- 1938 – Gen. Francisco Franco wydał dekret znoszący autonomię Katalonii.
- 1940:
  - Premiera amerykańskiego filmu fantasy Milion lat przed naszą erą w reżyserii Hala Roacha i Hala Roacha Jr..
  - Zbrodnia katyńska: rozpoczęła się likwidacja obozu jenieckiego w Starobielsku na Ukrainie.
- 1941 – Bitwa o Atlantyk: niszczyciel HMS „Wolverine” i slup HMS „Scarborough” ciężko uszkodziły za pomocą bomb głębinowych i zmusiły do wynurzenia niemieckiego U-Boota U-76, którego załoga dokonała następnie jego samozatopienia.
- 1942 – Lotnictwo japońskie zbombardowało port i miasto Kolombo na Cejlonie, w wyniku czego zginęło 190 osób. Kilka godzin później japońskie bombowce zatopiły około 100 mil morskich na południowy zachód od Cejlonu brytyjskie krążowniki HMS „Dorsetshire” i HMS „Cornwall”. Zginęło 426 członków załóg, 1122 zostało uratowanych.
- 1943:
  - Około 900 osób (w tym 209 dzieci) zginęło, a 1300 zostało rannych w wyniku omyłkowego zbombardowania belgijskiego miasta Mortsel przez lotnictwo amerykańskie, którego celem miała być pobliska fabryka.
  - Po 133 dniach dryfowania na tratwie ratunkowej po południowym Atlantyku został uratowany chiński marynarz Poon Lim.
- 1945:
  - Na holenderskiej wyspie Texel rozpoczął się antyniemiecki bunt gruzińskich żołnierzy z Batalionów Wschodnich.
  - Ogłoszono Koszycki Program Rządowy – deklarację programową rządu Czechosłowacji, utworzonego wcześniej (w marcu 1945) w Moskwie z komunistycznym wicepremierem Klementem Gottwaldem, zapowiadającą utworzenie wspólnego państwa dwóch równoprawnych narodów: Czechów i Słowaków.
- 1946 – Wojska radzieckie wycofały się z duńskiego Bornholmu.
- 1951 – W USA Julius i Ethel Rosenbergowie zostali skazani na karę śmierci za szpiegostwo na rzecz ZSRR.
- 1952:
  - W stoczni w holenderskim Schiedam został zwodowany statek pasażerski „Maasdam”, w latach 1968-1988 flagowa jednostka Polskich Linii Oceanicznych „Stefan Batory”.
  - W wieku 12 lat padł terier szkocki o imieniu Fala, ulubiony pies prezydenta USA Franklina Delano Roosevelta.
- 1953 – Uruchomiono pierwszy model komputera stacjonarnego IBM 701 przeznaczonego do szerszej dystrybucji.
- 1955 – Winston Churchill ogłosił rezygnację ze stanowiska premiera Wielkiej Brytanii.
- 1959 – Dokonano oblotu czechosłowackiego wojskowego samolotu szkolno-treningowego i lekkiego samolotu szturmowego Aero L-29 Delfín.
- 1965 – Odbyła się 37. ceremonia wręczenia Oscarów.
- 1967 – Piet de Jong został premierem Holandii.
- 1969 – U wybrzeża Wysp Kanaryjskich Leonid Teliga jachtem Opty przeciął kurs, którym płynął z Casablanki w lutym 1967 roku, zamykając tym samym pętlę rejsu wokółziemskiego.
- 1971 – We francuskim magazynie „Le Nouvel Observateur” ukazał się Manifest 343 podpisany przez 343 znane kobiety, które przyznawały się w nim do dokonania nielegalnej wtedy we Francji aborcji oraz żądały jej legalizacji i wolnego dostępu do środków antykoncepcyjnych.
- 1974 – Premiera filmu Sugarland Express w reżyserii Stevena Spielberga.
- 1975:
  - Krótko po starcie doszło do awarii rakiety nośnej statku kosmicznego Sojuz 18-1. Dwuosobowa załoga powróciła bezpiecznie na Ziemię dzięki zadziałaniu automatycznego systemu ratunkowego.
  - Po śmierci Czang Kaj-szeka nowym prezydentem Tajwanu został Yen Chia-kan.
- 1976 – James Callaghan został premierem Wielkiej Brytanii.
- 1977 – Rozpoczęto seryjną produkcję samochodu terenowego Łada Niva.
- 1980:
  - W centrum stolicy Tajwanu Tajpej odsłonięto Halę Pamięci Czang Kaj-szeka.
  - W opuszczonym kościele w Athens w Georgii odbył się pierwszy występ grupy rockowej R.E.M.
- 1985 – W wyniku pożaru wywołanego pracami spawalniczymi zawaliła się wieża katedry Notre Dame w mieście Luksemburg, powodując zniszczenie dzwonów i uszkodzenie jej dachu.
- 1986 – W przeprowadzonym przez libijskich agentów zamachu bombowym na dyskotekę w Berlinie Zachodnim zginęły 3 osoby, w tym 2 amerykańskich żołnierzy, a 230 zostało rannych.
- 1987 – Amerykańska stacja Fox rozpoczęła emisję serialu komediowego Świat według Bundych.
- 1988 – Arabscy terroryści porwali Boeinga 747 linii Kuwait Airways ze 111 osobami na pokładzie, lecącego z Bangkoku do Kuwejtu i skierowali go do irańskiego Meszhedu, gdzie zażądali od władz kuwejckich zwolnienia 17 szyickich rebeliantów.
- 1990:
  - Rada Najwyższa Białoruskiej Socjalistycznej Republiki Radzieckiej ogłosiła 26 kwietnia dniem tragedii w Czarnobylu.
  - NASA wystrzeliła pierwszą rakietę nośną Pegasus.
- 1991 – Na pokładzie wahadłowca Atlantis został wyniesiony na orbitę Teleskop kosmiczny Comptona.
- 1992:
  - Prezydent Peru Alberto Fujimori zawiesił Kongres oraz konstytucję i wprowadził rządy bezpośrednie.
  - Wojna w Bośni: parlament Bośni i Hercegowiny ogłosił niepodległość. Wojska serbskie rozpoczęły oblężenie Sarajewa.
- 1993 – W Gruzji wprowadzono nową walutę narodową lari.
- 1995 – W Izraelu wystrzelono pierwszą rakietę nośną Shavit-1.
- 1998 – W Japonii otwarto najdłuższy na świecie most wiszący Akashi Kaikyō (3 911 m).
- 1999:
  - Apolo Nsibambi został premierem Ugandy.
  - Dwóch libijskich agentów, podejrzanych o dokonanie zamachu na samolot linii Pan Am nad szkockim miasteczkiem Lockerbie, zostało wydanych przez Libię szkockiemu sądowi obradującemu w holenderskim mieście Zeist.
- 2000:
  - Moustapha Niasse został po raz drugi premierem Senegalu.
  - Yoshirō Mori został premierem Japonii.
- 2001 – Otmar Hasler został premierem Liechtensteinu.
- 2006 – W Pińsku na Białorusi został założony Poleski Uniwersytet Państwowy.
- 2007 – Ramzan Kadyrow został zaprzysiężony na urząd prezydenta Czeczenii.
- 2009:
  - Co najmniej 22 osoby zginęły w zamachu bombowym na szyicki meczet w Chakwal w pakistańskiej prowincji Pendżab.
  - Ǵorge Iwanow zwyciężył w II turze wyborów prezydenckich w Macedonii Północnej.
  - Komuniści wygrali wybory parlamentarne w Mołdawii.
  - Korea Północna wystrzeliła rakietę dalekiego zasięgu Taepodong-2.
  - Lars Løkke Rasmussen został premierem Danii.
- 2010:
  - Rozpoczęła się misja STS-131 wahadłowca Discovery.
  - W Brazylii w wyniku powodzi i lawin błota zginęło ponad 200 osób.
- 2012 – Abdoul Mbaye został premierem Senegalu.
- 2013 – Aleqa Hammond została pierwszą kobietą-premierem Grenlandii.
- 2014 – Uruchomiono metro w mieście Panama.
- 2016 – Premier Islandii Sigmundur Davíð Gunnlaugsson podał się do dymisji na skutek afery Panama Papers.
- 2017 – Sad ad-Din al-Usmani został premierem Maroka.
- 2018 – Teledysk do utworu Despacito Luisa Fonsiego jako pierwszy w historii serwisu YouTube osiągnął 5 miliardów wyświetleń.
- 2021 – Nguyễn Xuân Phúc został prezydentem, a Phạm Minh Chính premierem Wietnamu.
- 2022:
  - Decyzją sądu zostało oficjalnie zamknięte i zlikwidowane rosyjskie Stowarzyszenie Memoriał.
  - Sabah al-Chalid as-Sabah zrezygnował ze stanowiska premiera Kuwejtu. P. o. premiera został Mohammad Sabah al-Salem al-Sabah.

## Urodzili się
- 1288 – Go-Fushimi, cesarz Japonii (zm. 1336)
- 1315 – Jakub III, król Majorki (zm. 1349)
- 1365 – Wilhelm II Bawarski, hrabia Hainaut, Holandii i Zelandii (zm. 1417)
- 1472 – Bianca Maria Sforza, królowa Niemiec (zm. 1510)
- 1508 – Herkules II d’Este, książę Ferrary i Modeny (zm. 1559)
- 1521 – Francesco Laparelli, włoski architekt (zm. 1570)
- 1523 – Blaise de Vigenère, francuski dyplomata, tłumacz, chemik, kryptograf (zm. 1596)
- 1533 – Giulio Feltre della Rovere, włoski duchowny katolicki, biskup Urbino, biskup Vicenzy, arcybiskup Rawenny, kardynał (zm. 1578)
- 1539 – Jerzy Fryderyk Hohenzollern, margrabia Ansbach i Bayreuth, książę karniowski, opolsko-raciborski i pruski (zm. 1603)
- 1561 – María Vela y Cueto, hiszpańska zakonica, mistyczka, czcigodna Służebnica Boża (zm. 1617)
- 1588 – Thomas Hobbes, angielski filozof (zm. 1679)
- 1595 – John Wilson, angielski kompozytor (zm. 1674)
- 1604 – Karol IV, książę Lotaryngii (zm. 1675)
- 1607 – (data chrztu) John Boys, angielski oficer, urzędnik, rojalista (zm. 1664)
- 1616 – Fryderyk Wittelsbach, hrabia palatyn i książę Palatynatu-Zweibrücken-Veldenz (zm. 1661)
- 1622 – Vincenzo Viviani, włoski inżynier, matematyk, fizyk (zm. 1703)
- 1626 – (data chrztu) Jan van Kessel (starszy), holenderski malarz (zm. 1679)
- 1649 – Elihu Yale, walijski filantrop (zm. 1721)
- 1686 – Poul Vendelbo Løvenhørn, duński generał kawalerii, polityk, dyplomata (zm. 1740)
- 1689 – Gabriel Piotr Baudouin, francuski duchowny katolicki, misjonarz, opiekun porzuconych dzieci (zm. 1768)
- 1691 – Ludwik VIII, landgraf Hesji-Darmstadt (zm. 1768)
- 1692 – Adrienne Lecouvreur, francuska aktorka (zm. 1730)
- 1724 – George Keppel, brytyjski arystokrata, generał, polityk (zm. 1772)
- 1726 – Benjamin Harrison V, amerykański plantator, polityk (zm. 1791)
- 1727 – Pasquale Anfossi, włoski kompozytor (zm. 1797)
- 1732 – Jean-Honoré Fragonard, francuski malarz (zm. 1806)
- 1733 – Wilhelm Antoni Delfaut, francuski jezuita, męczennik, błogosławiony (zm. 1792)
- 1735:
  - Jan Gotfryd Guzowiusz, polski nauczyciel, propagator języka polskiego, tłumacz (zm. 1785)
  - František Herczan, czeski duchowny katolicki, biskup Szombathely, kardynał, dyplomata w służbie austriackiej (zm. 1804)
- 1737 – Johann Eustach von Görtz, pruski polityk, dyplomata (zm. 1821)
- 1738 – Remigiusz Ładowski, polski pijar, przyrodnik, tłumacz, pedagog (zm. 1798)
- 1739 – Philemon Dickinson, amerykański prawnik, polityk (zm. 1809)
- 1758 – Andrzej Grasset de Saint-Sauveur, francuski duchowny katolicki, męczennik, błogosławiony (zm. 1792)
- 1765 – Ignacy Matthy, polski duchowny katolicki, biskup chełmiński (zm. 1832)
- 1769 – Thomas Hardy, brytyjski wiceadmirał (zm. 1839)
- 1777 – Marie Jules César Savigny, francuski zoolog (zm. 1851)
- 1782 – Wincenty Szeptycki, polski generał brygady, uczestnik powstania listopadowego (zm. 1836)
- 1784:
  - Wincenty Niemojowski, polski polityk, krytyk literacki, tłumacz (zm. 1834)
  - Louis Spohr, niemiecki kompozytor, dyrygent, skrzypek (zm. 1859)
- 1786 – Ch’oŭi Ŭisun, koreański mistrz sŏn (zm. 1866)
- 1792 – Stanisław Trębicki, polski generał brygady (zm. 1830)
- 1793 – Konstanty Mikołaj Radziwiłł, polski książę (zm. 1863)
- 1795 – Henry Havelock, brytyjski generał (zm. 1857)
- 1800 – Teofil Żebrawski, polski matematyk, architekt, biolog, archeolog, kartograf, geodeta, bibliograf (zm. 1887)
- 1801 – Vincenzo Gioberti, włoski polityk, filozof, teolog (zm. 1852)
- 1804 – Matthias Jacob Schleiden, niemiecki botanik (zm. 1881)
- 1808 – Erazm Teodor Głębocki, polski przemysłowiec, działacz konspiracyjny, zesłaniec (zm. 1894)
- 1811 – Jules Dupré, francuski malarz (zm. 1889)
- 1814 – Felix Lichnowsky, pruski oficer, polityk (zm. 1848)
- 1824 – Sydney Thompson Dobell, brytyjski poeta (zm. 1874)
- 1826 – Oswald Bartmański, polski ziemianin, polityk (zm. 1887)
- 1827:
  - Joseph Lister, brytyjski chirurg (zm. 1912)
  - Georg Voigt, niemiecki historyk (zm. 1891)
- 1830 – Daniël Jacobus Erasmus, burski polityk (zm. 1913)
- 1832 – Jules Ferry, francuski polityk, premier Francji (zm. 1893)
- 1834 – Prentice Mulford, amerykański pisarz, filozof (zm. 1891)
- 1835:
  - Donald Cameron of Lochiel, szkocki arystokrata, polityk (zm. 1905)
  - Vítězslav Hálek, czeski prozaik, poeta (zm. 1874)
- 1837:
  - Léon de Rosny, francuski orientalista, wykładowca akademicki (zm. 1914)
  - Algernon Charles Swinburne, brytyjski pisarz (zm. 1909)
- 1838:
  - Alpheus Hyatt, amerykański paleontolog, zoolog, wykładowca akademicki (zm. 1902)
  - Oskar von Löwis, bałtycko-niemiecki ornitolog (zm. 1899)
- 1848 – Gustaw Kamieński, polski pisarz (zm. 1930)
- 1856 – Booker Washington, amerykański nauczyciel, działacz oświatowy, polityk, pisarz (zm. 1915)
- 1857 – Aleksander I Battenberg, książę Bułgarii (zm. 1893)
- 1858:
  - Wincenty Głębocki, polski duchowny katolicki, pedagog (zm. 1903)
  - Bill Maclagan, szkocki rugbysta, działacz sportowy (zm. 1926)
- 1860 – Harold Barlow, brytyjski tenisista (zm. 1917)
- 1862 – Ignacy Wróbel, polski urzędnik kolejowy, polityk (zm. 1941)
- 1863:
  - Wiktoria, księżniczka Hesji-Darmstadt (zm. 1950)
  - Hermann Pleuer, niemiecki malarz (zm. 1911)
- 1869 – Hans Dressler, niemiecki malarz, rysownik (zm. 1943)
- 1870 – Wincenty Pinilla, hiszpański augustianin, rekolekta, męczennik, błogosławiony (zm. 1936)
- 1871 – Stanisław Grabski, polski ekonomista, polityk, poseł na Sejm Ustawodawczy i na Sejm RP, minister wyznań religijnych i oświecenia publicznego, przewodniczący Rady Narodowej Rzeczypospolitej Polskiej i wiceprzewodniczący Krajowej Rady Narodowej (zm. 1949)
- 1873 – Adela Łukiewska, polska działaczka społeczna (zm. 1941)
- 1875:
  - Mistinguett, francuska aktorka, piosenkarka (zm. 1956)
  - Celestyn Rydlewski, polski major, lekarz (zm. 1940)
- 1877:
  - Walter Sutton, amerykański lekarz, genetyk (zm. 1916)
  - Konstanty Wolny, polski działacz narodowy i społeczny na Górnym Śląsku (zm. 1940)
- 1878 – Paul Weinstein, niemiecki wszechstronny lekkoatleta (zm. 1964)
- 1879 – Daria Andiarena Sagaseta, hiszpańska zakonnica, męczennica, błogosławiona (zm. 1936)
- 1881 – Marceli Barciński, polski przemysłowiec, działacz gospodarczy, społeczny i oświatowy, dziennikarz, literat (zm. 1929)
- 1882:
  - Song Jiaoren, chiński polityk (zm. 1913)
  - Jerzy Świrski, polski wiceadmirał (zm. 1959)
  - Jadwiga Wołoszyńska, polska biolog, wykładowczyni akademicka (zm. 1951)
- 1885 – Stanisław Piasecki, polski duchowny katolicki, misjonarz, dziennikarz i działacz polonijny w Brazylii (zm. 1962)
- 1887 – Brunon Materne, polski działacz niepodległościowy, kawaler Virtuti Militari (zm. 1950)
- 1888 – Anna Kościałkowska, działaczka niepodległościowa, malarka, pedagog (zm. 1964)
- 1889 – Tadeusz Świerz, polski leśnik, taternik, narciarz (zm. 1949)
- 1890:
  - Harold Elmer Anthony, amerykański zoolog (zm. 1975)
  - Georges Chabot, francuski geograf (zm. 1975)
  - William Moore, brytyjski lekkoatleta, średniodystansowiec (zm. 1960)
- 1891:
  - Arnold Jackson, brytyjski wojskowy, lekkoatleta, średniodystansowiec (zm. 1972)
  - Stanisław Jasiński, polski pułkownik pilot (zm. 1932)
  - Laura Vicuña, chilijska błogosławiona (zm. 1904)
- 1892 – Hans von Keudell, niemiecki pilot wojskowy, as myśliwski (zm. 1917)
- 1893:
  - Frithjof Andersen, norweski zapaśnik (zm. 1975)
  - Lucjan Jasiński, polski pułkownik artylerii (zm. 1940)
  - Clas Thunberg, fiński łyżwiarz szybki (zm. 1973)
- 1894 – Lawrence Bell, amerykański przedsiębiorca lotniczy (zm. 1956)
- 1895 – Fernand Mourlot, francuski grafik (zm. 1988)
- 1896:
  - Heinrich Drekmann, niemiecki pilot wojskowy, as myśliwski (zm. 1918)
  - Stanisław Stankiewicz, polski podpułkownik piechoty (zm. 1953)
- 1898:
  - Dutch Dehnert, amerykański koszykarz (zm. 1979)
  - Charles Macé, francuski pilot wojskowy, as myśliwski (zm. 1919)
- 1899 – Alfred Blalock, amerykański chirurg (zm. 1964)
- 1900:
  - Józef Budziakowski, polski inżynier, kapitan saperów (zm. 1983)
  - Sofja Magariłł, radziecka aktorka (zm. 1943)
  - Roman Steinberg, estoński zapaśnik (zm. 1928)
  - Spencer Tracy, amerykański aktor (zm. 1967)
- 1901:
  - Terence Arnold, brytyjski bobsleista (zm. 1986)
  - Tadeusz Bilikiewicz, polski psychiatra, historyk i filozof medycyny (zm. 1980)
  - Melvyn Douglas, amerykański aktor (zm. 1981)
  - Bogdan Zaborski, polski geograf (zm. 1985)
  - Wincenty Żarski, polski kapral, działacz niepodległościowy (zm. 1915)
- 1902:
  - Iwan Bieniediktow, radziecki polityk, dyplomata (zm. 1983)
  - Kazimiera Muszałówna, polska dziennikarka i działaczka sportowa (zm. 1980)
- 1903:
  - Marion Aye, amerykańska aktorka (zm. 1951)
  - Roman Battaglia, polski dyplomata, publicysta pochodzenia włoskiego (zm. po 1947)
  - Hilda Margaret Bruce, amerykańska zoolog (zm. 1974)
  - Giennadij Smirnow, radziecki polityk (zm. 1938)
- 1904: 
  - Joseph Beeken, belgijski bokser (zm. 1948)
  - Richard Eberhart, amerykański poeta (zm. 2005)
- 1905:
  - Jef Maes, belgijski kompozytor (zm. 1996)
  - Bill Raisch, amerykański aktor, tancerz pochodzenia niemieckiego (zm. 1984)
- 1906 – Ted Morgan, nowozelandzki bokser (zm. 1952)
- 1907:
  - Jewgienij Arciuk, rosyjski baletmistrz, pisarz, działacz emigracyjny (zm. 1973)
  - Wanda Morżkowska-Tyszkowa, polska historyk literatury (zm. 1936)
- 1908:
  - Bette Davis, amerykańska aktorka (zm. 1989)
  - Leon Głogowski, polski lekarz, powstaniec śląski, więzień KL Auschwitz-Birkenau (zm. 1970)
  - Herbert von Karajan, austriacki dyrygent (zm. 1989)
  - Wanda Łążyńska, polska lekarka, kapitan, uczestniczka powstania warszawskiego (zm. 1944)
  - Stanisław Szpor, polski inżynier elektryk, wynalazca, konstruktor (zm. 1981)
- 1909:
  - Albert R. Broccoli, amerykański producent filmowy pochodzenia włoskiego (zm. 1996)
  - Irena Pietrzak-Pawłowska, polska historyk (zm. 1994)
  - Erwin Wegner, niemiecki lekkoatleta, płotkarz i wieloboista (zm. 1945)
- 1910 – Ryszard Dyrgałła, polsko-argentyński pilot, inżynier lotniczy (zm. 1970)
- 1911:
  - Albert-Marie Guérisse, belgijski lekarz, przywódca francuskiego ruchu oporu w czasie II wojny światowej (zm. 1989)
  - Jerzy Hawrot, polski historyk sztuki, architekt (zm. 1962)
- 1912:
  - Ricardo Arias Espinosa, panamski polityk, wiceprezydent i prezydent Panamy (zm. 1993)
  - Jéhan de Buhan, francuski florecista, szpadzista (zm. 1999)
  - John Le Mesurier, brytyjski aktor komediowy (zm. 1983)
  - István Örkény, węgierski prozaik, dramaturg (zm. 1979)
  - Bill Roberts, brytyjski lekkoatleta, sprinter (zm. 2001)
- 1913:
  - Nicolas Grunitzky, togijski polityk, premier i prezydent Togo pochodzenia niemieckiego (zm. 1969)
  - Jerzy Knapik, polski ekonomista, polityk (zm. 2002)
- 1914:
  - Arnošt Hrad, czeski żołnierz (zm. 1938)
  - Aub Lawson, australijski żużlowiec (zm. 1977)
- 1915 – Janusz Rychlewski, polski podporucznik, prozaik, dramaturg, publicysta (zm. 1987)
- 1916:
  - Jan Daszewski, polski kapitan pilot (zm. 1942)
  - Alfons Olszewski, polski żeglarz sportowy i lodowy (zm. 2006)
  - Albert Ottenweller, amerykański duchowny katolicki, biskup Steubenville (zm. 2012)
  - Gregory Peck, amerykański aktor (zm. 2003)
- 1917:
  - Robert Bloch, amerykański pisarz (zm. 1994)
  - Frans Gommers, belgijski piłkarz (zm. 1996)
  - Kałmanis Szuras, radziecki wojskowy (zm. 2003)
- 1918 – Wanda Szmielew, polska matematyk, wykładowczyni akademicka (zm. 1976)
- 1919:
  - Lester James Peries, lankijski reżyser, scenarzysta i producent filmowy (zm. 2018)
  - Patricia St. John, brytyjska misjonarka protestancka, pisarka (zm. 1993)
- 1920:
  - Barend Biesheuvel, holenderski polityk, premier Holandii (zm. 2001)
  - Arthur Hailey, brytyjski pisarz (zm. 2004)
  - Aniela Kupiec, polska poetka ludowa (zm. 2019)
  - Feodora zu Solms, austriacka arystokratka, lekkoatletka, skoczkini wzwyż (zm. 2006)
  - Szymon Szechter, polski historyk, pisarz, tłumacz, wydawca pochodzenia żydowskiego (zm. 1983)
- 1921 – Tulebaj Ażymow, radziecki sierżant (zm. 1988)
- 1922:
  - Tom Finney, angielski piłkarz (zm. 2014)
  - Gale Storm, amerykańska aktorka, piosenkarka (zm. 2009)
  - Bob Thomas, amerykański pisarz (zm. 2014)
- 1923:
  - Michael V. Gazzo, amerykański aktor, scenarzysta filmowy (zm. 1995)
  - Nguyễn Văn Thiệu, wietnamski generał, polityk, prezydent Wietnamu Południowego (zm. 2001)
  - Stanley Orme, brytyjski polityk (zm. 2005)
- 1924 – Thad Jakubowski, amerykański duchowny katolicki, biskup pomocniczy Chicago pochodzenia polskiego (zm. 2013)
- 1925:
  - Ryszard Mrozowski, polski malarz, rzeźbiarz (zm. 1985)
  - Zbigniew Raszewski, polski historyk teatru, pisarz (zm. 1992)
  - Janet Rowley, amerykańska genetyk (zm. 2013)
- 1926:
  - Roger Corman, amerykański aktor, reżyser i producent filmowy (zm. 2024)
  - Ri Gŭn Mo, północnokoreański polityk, premier Korei Północnej (zm. 2001)
  - Joseph Rykwert, brytyjski historyk, krytyk architektury (zm. 2024)
- 1927:
  - Xavier Baronnet, francuski duchowny katolicki, biskup Port Victorii na Seszelach (zm. 2012)
  - Arne Hoel, norweski skoczek narciarski (zm. 2006)
  - Thanin Kraivichien, tajski prawnik, polityk, premier Tajlandii (zm. 2025)
  - Henryk Suchy, polski piłkarz, trener (zm. 2025)
- 1928:
  - Alfred Freudenheim, polski aktor niezawodowy (zm. 1999)
  - Tony Williams, amerykański wokalista, członek zespołu The Platters (zm. 1992)
- 1929:
  - Hugo Claus, flamandzki prozaik, poeta, dramaturg, malarz, reżyser filmowy (zm. 2008)
  - Ivar Giaever, norweski fizyk, laureat Nagrody Nobla (zm. 2025)
  - Andrzej Granas, polski matematyk, wykładowca akademicki (zm. 2019)
  - Gunnar Bull Gundersen, norweski prozaik, dramaturg, poeta, dziennikarz (zm. 1993)
  - Nigel Hawthorne, brytyjski aktor (zm. 2001)
  - Zofia Wojewodzianka, polska historyk sztuki (zm. 2005)
- 1930:
  - Emilio Bianchi di Cárcano, argentyński duchowny katolicki, biskup Azul (zm. 2021)
  - Tadeusz Bolduan, polski dziennikarz, publicysta, działacz kaszubski (zm. 2005)
  - Kazimierz Kaszuba, polski piłkarz (zm. 1990)
  - Marietta Marich, amerykańska aktorka (zm. 2017)
  - Witold Milewski, polski architekt (zm. 2021)
  - Ryszard Skwarski, polski kajakarz (zm. 1996)
- 1931:
  - Stanisław Alexandrowicz, polski historyk, pilot szybowcowy (zm. 2015)
  - Jack Clement, amerykański muzyk country (zm. 2013)
- 1932:
  - Bernard Consten, francuski kierowca wyścigowy (zm. 2017)
  - Bora Ćosić, serbski prozaik, eseista, publicysta
- 1933:
  - Hans-Michael Baumgartner, niemiecki filozof (zm. 1999)
  - Feridun Buğeker, turecki piłkarz, architekt (zm. 2014)
  - Frank Gorshin, amerykański aktor, komik (zm. 2005)
  - Wanda Ostrowska, polska aktorka (zm. 1994)
- 1934:
  - Sunny Anastasi, maltański piłkarz (zm. 2012)
  - Roman Herzog, niemiecki prawnik, polityk, prezydent Niemiec (zm. 2017)
  - Agusti Montal Jr., kataloński działacz piłkarski (zm. 2017)
  - Bohdan Poręba, polski reżyser filmowy i teatralny, scenarzysta, publicysta, polityk (zm. 2014)
  - Stanley Turrentine, amerykański saksofonista jazzowy (zm. 2000)
  - Janusz Zabiegliński, polski saksofonista i klarnecista jazzowy (zm. 2001)
- 1935:
  - Giovanni Cianfriglia, włoski aktor (zm. 2024)
  - Peter Grant, brytyjski menedżer muzyczny (zm. 1995)
  - Donald Lynden-Bell, brytyjski astronom, astrofizyk (zm. 2018)
  - Bruno Zambrini, włoski kompozytor, producent muzyczny
- 1936:
  - Ronnie Bucknum, amerykański kierowca wyścigowy (zm. 1992)
  - Rəhim Hüseynov, azerski ekonomista, polityk, premier Azerbejdżanu (zm. 2023)
- 1937:
  - Janusz Górnicki, polski koszykarz (zm. 1996)
  - Elżbieta Kępińska, polska aktorka
  - Juan Lezcano, paragwajski piłkarz (zm. 2012)
  - Stuart MacKenzie, australijski wioślarz
  - Colin Powell, amerykański generał, polityk, sekretarz stanu (zm. 2021)
  - Andrzej Schinzel, polski matematyk (zm. 2021)
  - Guido Vildoso Calderón, boliwijski generał, polityk, prezydent Boliwii
- 1938:
  - Anatolij Azarenkow, ukraiński piłkarz, trener
  - Jorgos Sideris, grecki piłkarz
- 1939:
  - Miguel Angel Aguilar Miranda, ekwadorski duchowny katolicki, ordynariusz polowy Ekwadoru (zm. 2025)
  - Hajdar Abu Bakr al-Attas, jemeński polityk, przewodniczący Prezydium Najwyższego Zgromadzenia Ludowego Jemenu Południowego, pierwszy premier Jemenu
  - Hannes Farnleitner, austriacki prawnik, działacz gospodarczy, polityk
  - Jean Penders, holenderski historyk, polityk, eurodeputowany (zm. 2025)
  - Leka I Zogu, albański arystokrata, polityk, następca tronu (zm. 2011)
- 1940:
  - Gianfranco Barra, włoski aktor (zm. 2025)
  - Nikolaus Michalek, austriacki prawnik, notariusz, polityk
  - Józef Osławski, polski aktor (zm. 1986)
  - Cacho Tirao, argentyński gitarzysta, kompozytor (zm. 2007)
- 1941:
  - Vincent Ezeonyia, nigeryjski duchowny katolicki, biskup Aba (zm. 2015)
  - Bas van Fraassen, amerykański filozof, wykładowca akademicki
  - Marian Kozicki, polski jeździec sportowy
  - Wiktor Kuriencow, rosyjski sztangista (zm. 2021)
  - Michael Moriarty, amerykański aktor
  - Dave Swarbrick, brytyjski skrzypek folkowy i folkrockowy (zm. 2016)
- 1942:
  - Pascal Couchepin, szwajcarski polityk, prezydent Szwajcarii
  - Peter Greenaway, brytyjski reżyser i scenarzysta filmowy, malarz
  - Alain Pompidou, francuski lekarz, biolog, wykładowca akademicki, polityk, eurodeputowany, prezes Europejskiego Urzędu Patentowego (EPO) (zm. 2024)
- 1943:
  - Fighting Harada, japoński bokser
  - Andrzej Malinowski, polski prawnik, logik, statystyk (zm. 2021)
  - Henryk Rossa, polski prawnik, polityk, senator RP
  - Miet Smet, belgijska polityk, minister pracy, eurodeputowana (zm. 2024)
  - Jean-Louis Tauran, francuski duchowny katolicki, arcybiskup ad personam, nuncjusz apostolski, kamerling, kardynał (zm. 2018)
  - Skip Thoren, amerykański koszykarz
- 1944:
  - Peter T. King, amerykański polityk, kongresman
  - János Martonyi, węgierski prawnik, polityk
  - Willy Planckaert, belgijski kolarz szosowy
- 1945:
  - Sika Anoaʻi, samoański wrestler (zm. 2024)
  - Ove Bengtson, szwedzki tenisista
  - Teresa Bogucka, polska dziennikarka, pisarka
  - Steve Carver, amerykański reżyser i producent filmowy (zm. 2021)
  - Andrzej Kijowski, polski prawnik, sędzia Sądu Najwyższego (zm. 2005)
  - Tommy Smith, angielski piłkarz (zm. 2019)
- 1946:
  - Sachiko Fukunaka, japońska siatkarka
  - Wojciech Gryniewicz, polski rzeźbiarz
  - Georgi Myrkow, bułgarski zapaśnik
- 1947:
  - István Balsai, węgierski prawnik, polityk, minister sprawiedliwości, sędzia Trybunału Konstytucyjnego, eurodeputowany (zm. 2020)
  - Đurđica Bjedov, chorwacka pływaczka
  - Gloria Macapagal-Arroyo, filipińska polityk, wiceprezydent i prezydent Filipin
  - Ramón Mifflin, peruwiański piłkarz, trener
  - Alfred Potrawa, polski piłkarz, trener (zm. 2006)
- 1948:
  - Heorhij Ahratina, ukraiński muzyk, multiinstrumentalista, kompozytor
  - Pierre-Albert Chapuisat, szwajcarski piłkarz, trener
  - Denny Dent, amerykański malarz (zm. 2004)
  - Dave Holland, brytyjski perkusista, członek zespołów: Judas Priest i Trapeze (zm. 2018)
  - Krystian Martinek, niemiecki aktor
  - Roy McFarland, angielski piłkarz, trener
- 1949:
  - Stan Dziedzic, amerykański zapaśnik
  - Klara Höfels, niemiecka aktorka, reżyserka teatralna i dokumentalna (zm. 2022)
  - Judith Resnik, amerykańska inżynier, astronautka (zm. 1986)
- 1950:
  - Franklin Chang-Díaz, kostarykańsko-amerykański astronauta
  - Ann Carol Crispin, amerykańska pisarka (zm. 2013)
  - Agnetha Fältskog, szwedzka wokalistka, członkini zespołu ABBA
  - Toshiko Fujita, japońska aktorka (zm. 2018)
  - Miki Manojlović, serbski aktor
- 1951:
  - José Vicente Conejero Gallego, argentyński duchowny katolicki, biskup Formosy
  - Jewgienij Gawrilenko, białoruski lekkoatleta, płotkarz
  - Nedim Gürsel, turecki pisarz
  - Dean Kamen, amerykański przedsiębiorca, wynalazca
  - Piotr Langosz, polski koszykarz
- 1952:
  - Jan Krzysztof Adamkiewicz, polski poeta (zm. 1986)
  - Witold Kwaśnicki, polski ekonomista (zm. 2022)
  - Mitch Pileggi, amerykański aktor
  - Marek Profus, polski przedsiębiorca, milioner, były najbogatszy Polak według Wprost
- 1953:
  - Sałman Chasimikow, rosyjski zapaśnik, wrestler (zm. 2025)
  - Keiko Han, japońska aktorka
  - Raleb Madżadele, izraelski polityk
  - Jóanes Nielsen, farerski poeta, prozaik
  - Tae Jin-ah, południowokoreański piosenkarz
- 1954:
  - Mohamed Ben Mouza, tunezyjski piłkarz
  - Mirosław Kozioł, polski perkusista, członek zespołu Kasa Chorych
  - Alex MacIntyre, brytyjski alpinista, himalaista (zm. 1982)
  - David Maust, amerykański seryjny morderca, pedofil (zm. 2006)
  - Stan Ridgway, amerykański multiinstrumentalista, autor piosenek, założyciel zespołu Wall of Voodoo
- 1955:
  - Beto Almeida, brazylijski trener piłkarski
  - Danuta Bazylska, polska lekkoatletka, dyskobolka i kulomiotka
  - Lazarus Chakwera, malawijski polityk, prezydent Malawi
  - Christian Gourcuff, francuski piłkarz, trener
  - Romuald Koperski, polski pianista, podróżnik, pisarz (zm. 2019)
  - Akira Toriyama, japoński mangaka (zm. 2024)
- 1956:
  - Anthony Horowitz, brytyjski pisarz, scenarzysta filmowy pochodzenia żydowskiego
  - Diamond Dallas Page, amerykański wrestler
  - Juan Joya Borja, hiszpański aktor, komik (zm. 2021)
  - Reid Ribble, amerykański polityk
  - T.V. Smith, brytyjski wokalista, gitarzysta i kompozytor punkrockowy
- 1957:
  - Sebastian Adayanthrath, indyjski duchowny syromalabarski, biskup pomocniczy Ernakulam-Angamaly
  - Wiktor Golubski, polski poeta
  - Richard Scrimger, kanadyjski pisarz
  - Witold Tomczak, polski lekarz, polityk, poseł na Sejm RP, eurodeputowany (zm. 2025)
- 1958:
  - Wilson Luís Angotti Filho, brazylijski duchowny katolicki, biskup Taubaté
  - Ryōichi Kawakatsu, japoński piłkarz
  - Afzal Khan, brytyjski samorządowiec, polityk pochodzenia pakistańskiego
  - Johan Kriek, południowoafrykańsko-amerykański tenisista
  - Waldemar Sierański, polski kabareciarz, aktor
  - Lasantha Wickrematunga, lankijski dziennikarz, prawnik, polityk (zm. 2009)
- 1959 – Mychajło Brodski, ukraiński przedsiębiorca, polityk
- 1960:
  - Hryhorij Nemyria, ukraiński polityk
  - Hiromi Taniguchi, japoński lekkoatleta, maratończyk
  - Jurij Tarasow, ukraiński piłkarz (zm. 2000)
  - Adnan Terzić, bośniacki polityk, premier Bośni i Hercegowiny
  - Wojciech Załuski, polski duchowny katolicki, arcybiskup, nuncjusz apostolski
- 1961:
  - Andrea Arnold, brytyjska reżyserka i scenarzystka filmowa
  - Michael Biegler, niemiecki trener piłki ręcznej
  - Richard Howitt, brytyjski polityk
  - Jan Tops, holenderski jeździec sportowy
  - Lisa Zane, amerykańska aktorka, piosenkarka
- 1962:
  - Józef Brynkus, polski historyk, nauczyciel akademicki, poseł na Sejm RP
  - Lana Clarkson, amerykańska aktorka (zm. 2003)
  - Sara Danius, szwedzka pisarka, literaturoznawczyni, krytyk literacka (zm. 2019)
  - Richard Gough, szkocki piłkarz, trener
  - André Hoekstra, holenderski piłkarz, trener
  - Kirsan Ilumżynow, rosyjski polityk, prezydent Kałmucji, działacz szachowy, prezydent FIDE
  - Natalja Mielochina, rosyjska kolarka szosowa (zm. 2024)
  - Arild Monsen, norweski biegacz narciarski
- 1963:
  - Matthias Baumann, niemiecki jeździec sportowy
  - Carlos Belloso, argentyński aktor
  - Geraldo Delamore, brazylijski trener piłkarski
  - Riku Kiri, fiński trójboista siłowy, strongman
  - Arūnas Kundrotas, litewski ekonomista, polityk
  - Sylvain Ducange, haitański duchowny katolicki, biskup pomocniczy Port-au-Prince (zm. 2021)
- 1964:
  - Lewon Dżulfalakian, ormiański zapaśnik
  - Fred de Jong, nowozelandzki piłkarz
  - Marius Lăcătuș, rumuński piłkarz, trener
  - Piotr Ostaszewski, polski historyk, politolog, amerykanista
  - Iwona Radziejewska, polska naukowiec, biochemik
  - Anna Rotkiewicz, polska szpadzistka
- 1965:
  - Víctor Alejandro Aguilar Ledesma, meksykański duchowny katolicki, biskup pomocniczy Morelii
  - Artur Kuchta, polski skoczek spadochronowy (zm. 1999)
  - Elizabeth McIntyre, amerykańska narciarka dowolna
  - Swietłana Paramygina, rosyjska biathlonistka
- 1966:
  - Mike McCready, amerykański gitarzysta, członek zespołu Pearl Jam
  - Ruth Vang, farerska polityk
- 1967:
  - Erland Johnsen, norweski piłkarz, trener
  - Robert Lohr, niemiecki aktor
  - Franck Silvestre, francuski piłkarz
  - Iwona Siwek-Front, polska malarka, rysowniczka, autorka filmów animowanych, komiksów i murali
  - Ihor Skoczylas, ukraiński historyk (zm. 2020)
  - Laima Zilporytė, litewska kolarka szosowa
- 1968:
  - Paula Cole, amerykańska piosenkarka, autorka tekstów
  - Diamond D, amerykański raper, didżej, producent muzyczny
  - Agnieszka Korniejenko, polska historyk literatury (zm. 2021)
  - Șerban Nicolae, rumuński prawnik, politolog, polityk
  - Borys Somerschaf, polski kompozytor, wokalista, dyrygent
  - Rosen Żelazkow, bułgarski prawnik, polityk
- 1969:
  - Wiaczesław Dżawanian, rosyjski kolarz szosowy
  - Pontus Kåmark, szwedzki piłkarz
  - Tomislav Piplica, bośniacki piłkarz, bramkarz
  - Ravindra Prabhat, indyjski prozaik, poeta
- 1970:
  - Soheil Ayari, francuski kierowca wyścigowy pochodzenia irańskiego
  - Valérie Bonneton, francuska aktorka
  - Robert Draba, polski prawnik
  - Willemijn Duyster, holenderska hokeistka na trawie
  - Sławomir Fabicki, polski reżyser i scenarzysta filmowy
  - Petyr Genow, bułgarski szachista
  - Thea Gill, kanadyjska aktorka
  - Irina Timofiejewa, rosyjska lekkoatletka, maratonka
- 1971:
  - Krista Allen, amerykańska aktorka
  - Grzegorz Artman, polski aktor
  - Austin Berry, kostarykański piłkarz
  - Simona Cavallari, włoska aktorka
  - Choi Eun-sung, południowokoreański piłkarz, bramkarz
  - Charles Cumming, brytyjski pisarz
  - Ondrej Dostál, słowacki dziennikarz, polityk
  - Ayako Kawahara, japońska modelka, aktorka
  - Kim Soo-nyung, południowokoreańska łuczniczka
  - Nelson Parraguez, chilijski piłkarz
  - Paweł Woźny, polski dyplomata, urzędnik państwowy
- 1972:
  - Nima Arkani-Hamed, amerykański fizyk-teoretyk pochodzenia azerskiego
  - Tim Coronel, holenderski kierowca wyścigowy
  - Tom Coronel, holenderski kierowca wyścigowy
  - Renata Gazik, polska szachistka
  - Paul Okon, australijski piłkarz
  - Ana Ristović, serbska poetka, prozaiczka, tłumaczka
  - Elżbieta Zaborowska, polska lekkoatletka, płotkarka
- 1973:
  - Élodie Bouchez, francuska aktorka
  - Katarzyna Lewandowska, polska szachistka
  - Cho Sung-min, południowokoreański baseballista (zm. 2013)
  - Lidia Trettel, włoska snowboardzistka
  - Pharrell Williams, amerykański producent muzyczny, raper
- 1974:
  - Sandra Bagarić, bośniacka śpiewaczka operowa (sopran), aktorka
  - Julien Boutter, francuski tenisista
  - Katja Holanti, fińska biathlonistka
  - Ariel López, argentyński piłkarz pochodzenia włoskiego
  - Tomasz Nowakowski, polski prawnik, urzędnik państwowy (zm. 2022)
  - Wiaczesław Woronin, rosyjski lekkoatleta, skoczek wzwyż
- 1975:
  - Jaroslav Baška, słowacki polityk
  - John Hartson, walijski piłkarz
  - Wolf Henzler, niemiecki kierowca wyścigowy
  - Juicy J, amerykański raper
  - Serhij Kłymentjew, ukraiński hokeista, trener
  - Aki Ogawa, japońska curlerka
  - Tonton Semakala, szwedzki bokser pochodzenia kongijskiego
  - Michał Staszczak, polski aktor
- 1976:
  - Luis de Agustini, libijski piłkarz, bramkarz pochodzenia urugwajskiego
  - Péter Biros, węgierski piłkarz wodny
  - Kim Collins, lekkoatleta, sprinter z Saint Kitts i Nevis
  - Richard Durand, holenderski didżej, producent muzyczny
  - Simone Inzaghi, włoski piłkarz, trener
  - Marcin Krupa, polski samorządowiec, prezydent Katowic
  - Fernando Morientes, hiszpański piłkarz
  - Marcin Mortka, polski pisarz fantasy
  - Valeria Straneo, włoska lekkoatletka, biegaczka długodystansowa
- 1977:
  - Jonatan Erlich, izraelski tenisista
  - Daniel Majstorović, szwedzki piłkarz pochodzenia serbskiego
  - Tomasz Moskała, polski piłkarz
  - Martin Plüss, szwajcarski hokeista
- 1978:
  - Franziska van Almsick, niemiecka pływaczka
  - Dwain Chambers, brytyjski lekkoatleta, sprinter
  - Tarek El-Said, egipski piłkarz
  - Stephen Jackson, amerykański koszykarz
  - Alec Mazo, amerykański tancerz pochodzenia rosyjsko-żydowskiego
  - Jairo Patiño, kolumbijski piłkarz
  - Arnaud Tournant, francuski kolarz torowy
- 1979:
  - Chen Yanqing, chińska sztangistka
  - Timo Hildebrand, niemiecki piłkarz, bramkarz
  - Cesare Natali, włoski piłkarz
  - Mitsuo Ogasawara, japoński piłkarz
  - Alexander Resch, niemiecki saneczkarz
  - Andrius Velička, litewski piłkarz
- 1980:
  - Matt Bonner, amerykański koszykarz
  - Alberta Brianti, włoska tenisistka
  - David Chocarro, argentyński aktor, model, prezenter telewizyjny
  - Tomasz Ciachorowski, polski aktor
  - Krzysztof Kłosowski, polski piłkarz ręczny
  - Joris Mathijsen, holenderski piłkarz
  - Wojciech Mecwaldowski, polski aktor
  - Rasmus Quist Hansen, duński wioślarz
  - Maja Sablewska, polska menedżerka muzyczna
  - Odlanier Solís, kubański bokser
- 1981:
  - Laura Birn, fińska aktorka
  - Thomas Blaschek, niemiecki lekkoatleta, płotkarz
  - Matthew Emmons, amerykański strzelec sportowy
  - Michael A. Monsoor, amerykański żołnierz (zm. 2006)
  - Lucy Scherer, niemiecka aktorka, piosenkarka
  - Eugenio Siller, meksykański aktor, piosenkarz
  - Pieter Weening, holenderski kolarz szosowy
- 1982:
  - Hayley Atwell, brytyjska aktorka
  - Lacey Duvalle, amerykańska aktorka pornograficzna
  - Artiom Gusiew, rosyjski biathlonista
  - Thomas Hitzlsperger, niemiecki piłkarz
  - Inna Koczubej, ukraińska koszykarka, trenerka
  - Tatjana Piurowa, kazachska siatkarka
- 1983:
  - Diana Castaño, hiszpańska siatkarka
  - Jaime Castrillón, kolumbijski piłkarz
  - Jorge Andrés Martínez, urugwajski piłkarz
  - Ouyang Xiaofang, chińska sztangistka
  - Rafał Ratajczyk, polski kolarz torowy
  - Shikha Uberoi, indyjska tenisistka
- 1984:
  - Marshall Allman, amerykański aktor
  - Rune Brattsveen, norweski biathlonista
  - Tetiana Fiłoniuk, ukraińska lekkoatletka, biegaczka długodystansowa
  - Aleksiej Głuchow, rosyjski hokeista
  - Maartje Goderie, holenderska hokeistka na trawie
  - Alma S. Grey, amerykańska aktorka
  - Darija Jurak, chorwacka tenisistka
  - Barbara Mularczyk, polska aktorka niezawodowa
  - Peter Penz, austriacki saneczkarz
  - Cristian Săpunaru, rumuński piłkarz
  - Aram Sargsjan, ormiański piosenkarz, kompozytor, aktor
  - Paweł Wilk, polski piłkarz ręczny
  - Kishō Yano, japoński piłkarz
- 1985:
  - Marielle Bousquet, francuska siatkarka
  - Nikša Dobud, chorwacki piłkarz wodny
  - Jolanda Keizer, holenderska lekkoatletka, wieloboistka
  - Felipe Lima, brazylijski pływak
  - Linas Pilibaitis, litewski piłkarz
  - Kristof Vandewalle, belgijski kolarz szosowy
- 1986:
  - Róbert Kasza, węgierski pięcioboista nowoczesny
  - Malwina Ratajczak, polska modelka, zwyciężczyni konkursu Miss Polonia
  - Claudia Salman, niemiecka lekkoatletka, wieloboistka
  - Albiert Sielimow, rosyjski bokser
- 1987:
  - Ihor Chudobiak, ukraiński piłkarz
  - Anton Kokorin, rosyjski lekkoatleta, sprinter
  - Fiodor Kudriaszow, rosyjski piłkarz
- 1988:
  - Quade Cooper, australijski rugbysta pochodzenia nowozelandzkiego
  - Johan van Deventer, południowoafrykański rugbysta
  - Gework Ghazarian, ormiański piłkarz
  - Alisha Glass, amerykańska siatkarka
  - Michał Kabaciński, polski przedsiębiorca, polityk, poseł na Sejm RP
  - Jon Kwang-ik, północnokoreański piłkarz
  - Daniela Luján, meksykańska aktorka, piosenkarka
  - Aleksiej Wołkow, rosyjski biathlonista
- 1989:
  - Poonam Bajwa, indyjska aktorka
  - Justin Holiday, amerykański koszykarz
  - Rachel Homan, kanadyjska curlerka
  - Lily James, brytyjska aktorka
  - Amadou Kader, nigerski piłkarz
  - Caia van Maasakker, holenderska hokeistka na trawie
  - Trevor Marsicano, amerykański łyżwiarz szybki
  - Sōsuke Takatani, japoński zapaśnik
- 1990:
  - Zohra Bensalem, algierska siatkarka
  - Alex Cuthbert, walijski rugbysta
  - Chen Huijia, chińska pływaczka
  - Haruma Miura, japoński aktor, piosenkarz (zm. 2020)
  - Junpei Morishita, japoński judoka
  - Ricarda Multerer, niemiecka szpadzistka
  - Rakieem Salaam, amerykański lekkoatleta, sprinter
  - Jakub Sedláček, słowacki hokeista, bramkarz
  - Laura Sirucek, szwajcarska siatkarka
  - Martin Vaculík, słowacki żużlowiec
  - Sercan Yıldırım, turecki piłkarz
- 1991:
  - Deniz Baysal, turecka aktorka
  - Nathaniel Clyne, angielski piłkarz
  - Wojciech Ferens, polski siatkarz
  - Nora Mørk, norweska piłkarka ręczna
  - Thea Mørk, norweska piłkarka ręczna
  - Vüqar Rəsulov, azerski szachista
- 1992:
  - Kaweh Rezaei, irański piłkarz
  - Dmytro Ryżuk, ukraiński piłkarz
- 1993:
  - Azia Bishop, amerykańska koszykarka
  - Boris Bojanovský, słowacki koszykarz
  - Madeline DiRado, amerykańska pływaczka
  - Rizvan Umarov, azerski piłkarz
  - Scottie Wilbekin, amerykański koszykarz
  - Karolina Zagajewska, polska lekkoatletka, sprinterka
  - Liuba M. Zaldívar, kubańska lekkoatletka, trójskoczkini
- 1994:
  - Mateusz Bieniek, polski siatkarz
  - Martyna Dąbrowska, polska lekkoatletka, sprinterka
  - Jennifer Janiska, niemiecka siatkarka
  - Thea LaFond, dominicka lekkoatletka, skoczkini wzwyż, w dal i trojskoczkini
  - Edem Rjaïbi, tunezyjski piłkarz
  - Nicolas Tournat, francuski piłkarz ręczny
- 1995: 
  - Enna Hassinen, fińska lekkoatletka, tyczkarka
  - Bo Horvat, kanadyjski hokeista
  - Wiktor Mrówczyński, polski judoka
  - Sei Muroya, japoński piłkarz
  - Hleb Rassadkin, białoruski piłkarz
  - Zofia Wichłacz, polska aktorka
- 1996:
  - Vincent Edwards, amerykański koszykarz
  - Trey Kell, amerykański koszykarz
  - Mura Masa, brytyjski didżej, producent muzyczny
  - Ahmed Reda Tagnaouti, marokański piłkarz, bramkarz
- 1997:
  - Asia Durr, amerykańska koszykarka
  - Nina Kennedy, australijska lekkoatletka, tyczkarka
  - Ida Lien, norweska biathlonistka
  - Borja Mayoral, hiszpański piłkarz
  - Danel Sinani, luksemburski piłkarz pochodzenia serbskiego
  - Kalif Young, kanadyjski koszykarz
- 1998:
  - Michaela Drummond, nowozelandzka kolarka torowa i szosowa
  - Robert Lambert, brytyjski żużlowiec
- 1999 – Jang Min-hee, południowokoreańska łuczniczka
- 2000:
  - Alex Cisar, słoweński biathlonista
  - Jurgen Ekkelenkamp, holenderski piłkarz
  - Erik Fetter, węgierski kolarz szosowy
  - Tommaso Giacomel, włoski biathlonista
  - Cameron Guerin, amerykańska zapaśniczka
  - Naz Hillmon, amerykańska koszykarka
  - Sebastian Walukiewicz, polski piłkarz
- 2001:
  - Thylane Blondeau, francuska aktorka, modelka
  - Can Bozdoğan, niemiecki piłkarz pochodzenia tureckiego
  - Marin Hamill, amerykańska narciarka dowolna
- 2002:
  - Mikołaj Biegański, polski piłkarz, bramkarz
  - Paulina Cieślar, polska skoczkini narciarska
  - Ethan Katzberg, kanadyjski lekkoatleta, młociarz
  - Pablo Ortiz, meksykański piłkarz
- 2003:
  - Witalij Mandzyn, ukraiński biathlonista
  - Anna Matuszewicz, polska lekkoatletka, skoczkini w dal
- 2005 – Fermín Aldeguer, hiszpański motocyklista wyścigowy
- 2006:
  - Fidel Barajas, meksykański piłkarz
  - Kacper Drobik, polski lekkoatleta, chodziarz
  - Teo Tomczuk, polsko-norweski piosenkarz, autor tekstów, aktor

## Zmarli
- 518 – Tymoteusz I, patriarcha Konstantynopola (ur. ?)
- 582 – Eutychiusz, patriarcha Konstantynopola (ur. ok. 512)
- 1078 – Ryszard I Drengot, hrabia Aversy, książę Kapui (ur. ?)
- 1181 – Rajmund Berengar III, hrabia Prowansji (ur. ok. 1158)
- 1205 – Izabela I, królowa Jerozolimy (ur. 1170)
- 1206 – Ottaviano di Paoli, włoski kardynał (ur.?)
- 1258 – Julianna z Cornillon, belgijska augustianka, święta (ur. 1193)
- 1336 – Jan de Gravina, hrabia Kefalenii, książę Achai (ur. 1294)
- 1382 – Janusz Suchywilk, polski duchowny katolicki, arcybiskup gnieźnieński (ur. ok. 1310)
- 1419 – Wincenty Ferreriusz, hiszpański dominikanin, święty (ur. ok. 1350)
- 1503 – Krzesław Kurozwęcki, polski duchowny katolicki, biskup kujawski, kanclerz wielki koronny (ur. 1440)
- 1512 – Lazzaro Bastiani, włoski malarz (ur. 1429)
- 1534 – Jan Matthijs, holenderski piekarz, jeden z czołowych przywódców ruchu anabaptystów (ur. ?)
- 1553 – Antonius Corvinus, niemiecki duchowny luterański, działacz reformacji (ur. 1501)
- 1574 – Katarzyna z Palmy, hiszpańska augustianka, wizjonerka, święta (ur. 1533)
- 1591 – Piotr Myszkowski, polski duchowny katolicki, biskup płocki i krakowski (ur. ok. 1510)
- 1617 – Alonso Lobo, hiszpański kompozytor (ur. 1555)
- 1626 – Anna Kołtowska, caryca Rosji (ur. ?)
- 1631 – Sinibaldo Scorza, włoski malarz (ur. 1589)
- 1649 – John Winthrop, angielski prawnik, kolonizator (ur. 1588)
- 1654:
  - Lorenzo Gabrieri, włoski malarz (ur. 1580)
  - Atanazy III Patelaros, ekumeniczny patriarcha Konstantynopola (ur. ?)
- 1658:
  - (lub 1657) Sonam Czopel, tybetański mnich, polityk (ur. 1595)
  - Paweł Ruszel, polski dominikanin, autor dzieł historyczno-liturgicznych (nr. 1593)
- 1661 – Andrzej Liniewski, polski szlachcic, polityk (ur. ?)
- 1679 – Anna Genowefa de Bourbon-Condé, francuska arystokratka (ur. 1619)
- 1684:
  - William Brouckner, angielski matematyk (ur. 1620)
  - Karol Euzebiusz Liechtenstein, książę opawski i karniowski (ur. 1611)
- 1697 – Karol XI, król Szwecji (ur. 1655)
- 1704 – Krystian Wirtemberski, książę oleśnicki (ur. 1652)
- 1712 – Jan Luyken, holenderski pisarz, rytownik, ilustrator (ur. 1649)
- 1715 – Barlaam Bazyli Szeptycki, ukraiński duchowny greckokatolicki, biskup lwowski (ur. 1647)
- 1717 – Jean Jouvenet, francuski malarz (ur. 1644)
- 1723:
  - Johann Bernhard Fischer von Erlach, austriacki architekt (ur. 1656)
  - Andrea Porte, włoski malarz (ur. 1656)
- 1726 – Ludwig Babenstuber, niemiecki filozof, teolog katolicki (ur. 1660)
- 1735:
  - William Derham, brytyjski duchowny anglikański, astronom, filozof przyrody (ur. 1657)
  - Samuel Wesley, brytyjski poeta (ur. 1622)
- 1744 – Maria Krescencja Höss, niemiecka zakonnica, święta (ur. 1682)
- 1765 – Edward Young, brytyjski poeta (ur. 1683)
- 1766 – Stanisław Kostka Czartoryski, polski książę, polityk, dowódca wojskowy (ur. ?)
- 1794:
  - François Chabot, francuski polityk, rewolucjonista (ur. 1756)
  - Georges Danton, francuski adwokat, rewolucjonista (ur. 1759)
  - Camille Desmoulins, francuski polityk, publicysta, adwokat, rewolucjonista (ur. 1760)
  - Philippe Fabre d’Églantine, francuski aktor, dramatopisarz, rewolucjonista (ur. 1750)
  - Marie-Jean Hérault de Séchelles, francuski polityk, rewolucjonista (ur. 1759)
- 1804 – Jean-Charles Pichegru, francuski generał (ur. 1761)
- 1812 – Jan Chrzciciel Dąmbski, polski generał, polityk (ur. 1731)
- 1819 – Maciej Paweł Możdżeniewski, polski duchowny katolicki, biskup pomocniczy łucko-żytomierski (ur. 1747)
- 1825 – Feliks Łukasz Lewiński, polski duchowny katolicki, biskup pomocniczy włocławski, biskup janowski (ur. 1751)
- 1830 – Maryn Carafa di Belvedere, włoski kardynał (ur. 1764)
- 1842 – Szudża Szah Durrani, szach Afganistanu (ur. 1785)
- 1852 – Felix zu Schwarzenberg, austriacki polityk, dyplomata, premier Austrii (ur. 1800)
- 1857 – Jan Tyssowski, polski działacz polityczny, przywódca powstania krakowskiego (ur. 1811)
- 1860 – Georg Heinrich Bernstein, niemiecki teolog ewangelicki, orientalista, wykładowca akademicki (ur. 1787)
- 1861 – Ferdinand Joachimsthal, niemiecki matematyk, wykładowca akademicki (ur. 1818)
- 1862 – Barend Cornelis Koekkoek, holenderski malarz (ur. 1803)
- 1864:
  - Marie-Rosalie Cadron-Jetté, kanadyjska zakonnica, Służebnica Boża (ur. 1794)
  - Alaric Alexander Watts, brytyjski poeta, dziennikarz (ur. 1797)
- 1866 – Thomas Hodgkin, brytyjski fizyk, lekarz, patolog (ur. 1798)
- 1877 – Józef Jundziłł, polski botanik, mykolog (ur. 1794)
- 1878 – Leopold Stanisław Kronenberg, polski bankier, inwestor, finansista pochodzenia żydowskiego (ur. 1812)
- 1882 – Frédéric Le Play, francuski myśliciel, reformator społeczny, ekonomista, inżynier (ur. 1806)
- 1888 – Wsiewołod Garszyn, rosyjski pisarz (ur. 1855)
- 1894 – Ludwik de Laveaux, polski malarz pochodzenia francuskiego (ur. 1868)
- 1896 – Katarzyna od Marii Rodríguez, argentyńska zakonnica, błogosławiona (ur. 1823)
- 1900:
  - (lub 3 kwietnia) Joseph-Louis-François Bertrand, francuski matematyk, ekonomista, wykładowca akademicki (ur. 1822)
  - Wasyli Czernecki, ukraiński duchowny greckokatolicki, historyk, etnograf, publicysta, pisarz (ur. 1837)
  - Antoni Wrotnowski, polski ziemianin, polityk (ur. 1823)
- 1902 – Hans Buchner, niemiecki bakteriolog, wykładowca akademicki (ur. 1850)
- 1905:
  - Juliusz Hochberger, polski architekt (ur. 1840)
  - George Lindsay, szkocki rugbysta (ur. 1863)
- 1906:
  - Eastman Johnson, amerykański malarz (ur. 1824)
  - Wilhelmus Wulfingh, holenderski duchowny katolicki, biskup, wikariusz apostolski Gujany Holenderskiej (ur. 1839)
- 1908:
  - Feliksa Eger, polska literatka, historyk, bibliotekarka (ur. 1835)
  - Mieczysław Woroniecki, polski ziemianin, działacz społeczny (ur. 1848)
- 1913 – Jerzy Cienciała, polski rolnik, działacz społeczny i narodowy na Śląsku Cieszyńskim, polityk (ur. 1834)
- 1916 – Jan Doliński, polski architekt (ur. 1852)
- 1918:
  - Jerzy Tupou II, król Tonga (ur. 1874)
  - Paul Vidal de la Blache, francuski geograf, wykładowca akademicki (ur. 1845)
- 1919 – Harutiun Alpiar, ormiański dziennikarz, pisarz, satyryk (ur. 1864)
- 1920:
  - Jan Książek, polski wachmistrz (ur. 1895)
  - Rudolf Zuber, polski geolog, podróżnik, encyklopedysta (ur. 1858)
- 1921 – Alphons Diepenbrock, holenderski kompozytor (ur. 1861)
- 1923 – George Herbert, brytyjski arystokrata, archeolog, egiptolog (ur. 1866)
- 1925 – Mohammad Ali Szah Kadżar, szach Persji (ur. 1872)
- 1926 – Ludwik Teodor Płosajkiewicz, polski kompozytor, dyrygent, pedagog (ur. 1859)
- 1929:
  - Francis Aidan Gasquet, brytyjski kardynał (ur. 1846)
  - Ludwig von Sybel, niemiecki archeolog, historyk sztuki (ur. 1846)
- 1931:
  - Józefa Kulesza, polska zakonnica, założycielka zgromadzenia sióstr Benedyktynek Misjonarek (ur. 1859)
  - Józef Sachs, polski kupiec, działacz gospodarczy, społeczny i oświatowy pochodzenia żydowskiego (ur. 1869)
- 1933 – Anatol Nowak, polski duchowny katolicki, biskup przemyski (ur. 1862)
- 1934 – Jirō Satō, japoński tenisista (ur. 1908)
- 1935 – Emil Młynarski, polski dyrygent, kompozytor (ur. 1870)
- 1936 – Józef Świętorzecki, polski generał brygady (ur. 1876)
- 1937:
  - José Benlliure y Gil, hiszpański malarz (ur. 1855)
  - Jan Wydra, polski malarz, grafik (ur. 1902)
- 1939 – Maria Zibold, rosyjska i serbska lekarka pochodzenia niemieckiego (ur. 1849)
- 1940:
  - Charles Freer Andrews, brytyjski pastor i misjonarz anglikański, pisarz, nauczyciel (ur. 1871)
  - Jewgienij Czwialew, radziecki polityk (ur. 1898)
  - Nikołaj Kruzensztern, rosyjski generał kawalerii pochodzenia niemieckiego (ur. 1854)
  - Robert Maillart, szwajcarski inżynier, architekt (ur. 1872)
  - Jay O’Brien, amerykański bobsleista (ur. 1883)
- 1941:
  - Leonard Brzeziński-Dunin, polski generał brygady (ur. 1862)
  - Franciszek Kleeberg, polski generał brygady (ur. 1888)
  - Kazimierz Lach, polski duchowny katolicki, męczennik, Sługa Boży (ur. 1886)
  - Martynas Yčas, litewski prawnik, polityk (ur. 1885)
- 1942:
  - Jakub Bohusz-Szyszko, polski generał brygady (ur. 1855)
  - Franciszek Smelkowski, polski podpułkownik piechoty (ur. 1888)
  - Zygmunt Żaba, polski podpułkownik piechoty (ur. 1884)
- 1943:
  - Tony Bulandra, rumuński aktor, reżyser teatralny (ur. 1881)
  - Bronisław Onufry Kopczyński, polski muzyk, poeta, publicysta (ur. 1916)
- 1944 – Artur Mahler, czesko-austriacki archeolog, polityk pochodzenia żydowskiego (ur. 1871)
- 1945:
  - Karl Otto Koch, niemiecki funkcjonariusz i zbrodniarz nazistowski (ur. 1897)
  - Jan Waśniewski, polski pisarz, publicysta (ur. 1896)
- 1946:
  - George Hudson, nowozelandzki pocztowiec, entomolog, astronom pochodzenia brytyjskiego (ur. 1867)
  - Vincent Youmans, amerykański kompozytor, producent muzyczny (ur. 1898)
- 1947:
  - Eulogiusz (Georgijew), bułgarski biskup prawosławny (ur. 1890)
  - Isaías, brazylijski piłkarz (ur. 1921)
- 1948 – Alfred Hauptmann, niemiecki psychiatra, neurolog (ur. 1881)
- 1951:
  - Franciszek Talarczyk, polski pułkownik artylerii (ur. 1897)
  - Antoni Piotr Zieliński, polski kapitan żeglugi wielkiej (ur. 1904)
- 1952 – Agnes Morton, brytyjska tenisistka (ur. 1872)
- 1953 – Jerzy Boczkowski, polski kompozytor, dyrektor teatralny, dziennikarz, prezes ZAIKS (ur. 1882)
- 1954:
  - Marta Bernadotte, księżniczka szwedzka, księżna norweska (ur. 1901)
  - Jesús María Echavarría y Aguirre, meksykański duchowny katolicki, biskup Saltillo, czcigodny Sługa Boży (ur. 1858)
  - Władysław Szumowski, polski lekarz, historyk medycyny, filozof, wykładowca akademicki (ur. 1875)
  - Jānis Zvaigzne, łotewski podpułkownik (ur. 1892)
- 1955:
  - Ireneusz (Ćirić), serbski biskup prawosławny (ur. 1884)
  - Stanisław Schaetzel, polski prawnik, wykładowca akademicki, publicysta (ur. 1888)
  - Tibor Szele, węgierski matematyk, wykładowca akademicki (ur. 1918)
- 1956 – Stanisław Łoza, polski podpułkownik, historyk sztuki, bibliograf (ur. 1888)
- 1957 – Mieczysława Ruxerówna, polska archeolog (ur. 1891)
- 1959 – Józef Kostrzewski, polski epidemiolog, makrobiolog, wykładowca akademicki (ur. 1883)
- 1960 – Adela Comte-Wilgocka, polska śpiewaczka operowa (sopran), pedagog (ur. 1875)
- 1961 – Nikołaj Kriukow, rosyjski kompozytor (ur. 1908)
- 1962:
  - Jadwiga Dmochowska, polska tłumaczka (ur. 1893)
  - Jan Nepomucen Rakowski, polski altowiolista, pedagog (ur. 1898)
- 1964 – Douglas MacArthur, amerykański generał (ur. 1880)
- 1965 – Johannes Erik Müller, niemiecki duchowny katolicki, biskup Sztokholmu (ur. 1877)
- 1966 – Tadeusz Kuchar, polski major, inżynier, wszechstronny sportowiec, działacz sportowy (ur. 1891)
- 1967:
  - Mischa Elman, amerykański skrzypek pochodzenia rosyjsko-żydowskiego (ur. 1891)
  - Hermann Joseph Muller, amerykański zoolog, wykładowca akademicki, laureat Nagrody Nobla (ur. 1890)
- 1968:
  - Lajos Csordás, węgierski piłkarz (ur. 1932)
  - Giuseppe Paris, włoski gimnastyk (ur. 1895)
- 1969 – Ain Ervin Mere, estoński major (ur. 1903)
- 1970:
  - Richard Bergmann, austriacko-brytyjski tenisista stołowy (ur. 1919)
  - Maks Bożyk, polski aktor pochodzenia żydowskiego (ur. 1900)
  - Ödön Holits, węgierski piłkarz, trener, lekkoatleta, skoczek w dal (ur. 1886)
  - Karl von Spreti, niemiecki polityk, dyplomata (ur. 1907)
- 1971 – Wacław Stefan Lewandowski, polski pianista, pedagog (ur. 1888)
- 1972:
  - Re’uwen Barkat, izraelski prawnik, dyplomata, polityk (ur. 1906)
  - Brian Donlevy, amerykański aktor (ur. 1901)
  - Isabel Jewell, amerykańska aktorka (ur. 1907)
- 1973 – Ałła Tarasowa, rosyjska aktorka (ur. 1898)
- 1974:
  - Bino Bini, włoski szermierz (ur. 1900)
  - Richard Crossman, brytyjski dziennikarz, polityk (ur. 1907)
- 1975:
  - Tell Berna, amerykański lekkoatleta, biegacz długodystansowy i przełajowy (ur. 1891)
  - Czang Kaj-szek, chiński polityk, prezydent Tajwanu (ur. 1887)
  - Victor Marijnen, holenderski polityk, premier Holandii (ur. 1917)
  - Harold Osborn, amerykański lekkoatleta, skoczek wzwyż i dziesięcioboista (ur. 1899)
- 1976:
  - Ruggero Ferrario, włoski kolarz szosowy i torowy (ur. 1897)
  - Howard Hughes, amerykański miliarder, pilot, konstruktor lotniczy, producent filmowy (ur. 1905)
  - Wilder Penfield, kanadyjski neurochirurg (ur. 1891)
- 1979 – Charles Simons, belgijski piłkarz (ur. 1906)
- 1980:
  - Aleksandr Biełow, radziecki starszy sierżant (ur. 1923)
  - Tadeusz Ptaszycki, polski architekt, urbanista (ur. 1908)
- 1981:
  - Émile Hanse, belgijski piłkarz (ur. 1892)
  - Pinchus Krémègne, francuski malarz, rzeźbiarz pochodzenia żydowskiego (ur. 1890)
  - Genadiusz Szymanowski, białoruski samorządowiec, polityk, poseł na Sejm RP (ur. 1891)
- 1983 – Marian de la Mata Aparício, hiszpański augustianin, misjonarz, błogosławiony (ur. 1905)
- 1984:
  - Robert Adams, brytyjski rzeźbiarz (ur. 1917)
  - Arthur Harris, brytyjski marszałek lotnictwa (ur. 1892)
  - Jaroslav Kratochvíl, czeski przedsiębiorca, polityk (ur. 1931)
  - Nuno Rodrigues dos Santos, portugalski prawnik, polityk (ur. 1910)
- 1987:
  - Leabua Jonathan, lesotyjski polityk, premier Lesotho (ur. 1914)
  - Józef Weyers, polski prawnik, urzędnik konsularny, dyplomata, publicysta (ur. 1896)
  - Cyprian (Ziornow), rosyjski biskup prawosławny (ur. 1911)
- 1989:
  - Frank Foss, amerykański lekkoatleta, tyczkarz (ur. 1895)
  - Karel Zeman, czeski reżyser filmowy (ur. 1910)
- 1990 – Franciszek Mleczko, polski działacz spółdzielczy i ludowy, polityk, poseł na Sejm PRL (ur. 1905)
- 1991:
  - Isaak Minc, rosyjski historyk pochodzenia żydowskiego (ur. 1896)
  - Dragoljub Minić, chorwacki szachista (ur. 1937)
  - William Sidney, brytyjski arystokrata, polityk (ur. 1909)
  - John Tower, amerykański polityk (ur. 1925)
- 1992:
  - Suada Dilberović, bośniacka studentka (ur. 1968)
  - Molly Picon, amerykańska aktorka pochodzenia żydowskiego (ur. 1898)
- 1993:
  - Gustav Faber, niemiecki historyk, germanista (ur. 1912)
  - Jan Turecki, polski piłkarz (ur. 1911)
- 1994 – Kurt Cobain, amerykański gitarzysta, wokalista, lider zespołu Nirvana (ur. 1967)
- 1995:
  - Rita Cadillac, francuska aktorka, piosenkarka, tancerka (ur. 1936)
  - Nicolaas Cortlever, holenderski szachista (ur. 1915)
  - Christian Pineau, francuski polityk (ur. 1904)
  - Przemysław Rybka, polski astronom (ur. 1923)
- 1996 – Monika Dannemann, niemiecka łyżwiarka figurowa, malarka (ur. 1945)
- 1997 – Allen Ginsberg, amerykański poeta, scenarzysta, aktor, działacz społeczny pochodzenia żydowskiego (ur. 1926)
- 1998:
  - Jónas Árnason, islandzki pisarz (ur. 1923)
  - Cozy Powell, brytyjski perkusista, członek zespołu Jeff Beck Group (ur. 1947)
- 2000:
  - Heinrich Müller, austriacki piłkarz, trener (ur. 1909)
  - Irina Siebrowa, radziecka pilotka wojskowa (ur. 1914)
  - Janusz Ziółkowski, polski socjolog, ekonomista (ur. 1924)
- 2001:
  - František Andraščík, słowacki poeta, prozaik, eseista, krytyk literacki (ur. 1931)
  - Jay Miller, amerykański koszykarz (ur. 1943)
  - Aldo Olivieri, włoski piłkarz, bramkarz, trener (ur. 1910)
  - Malcolm Shepherd, brytyjski arystokrata, polityk (ur. 1918)
- 2002:
  - Layne Staley, amerykański gitarzysta, wokalista, członek zespołu Alice in Chains (ur. 1967)
  - Ajaan Suwat Suvaco, tajski mnich buddyjski (ur. 1919)
  - Ben Warley, amerykański koszykarz (ur. 1936)
- 2003:
  - Marianna Bocian, polska poetka (ur. 1942)
  - Henryk Miłoszewicz, polski piłkarz, trener (ur. 1956)
  - Federico Pizarro, argentyński piłkarz, trener (ur. 1927)
- 2004:
  - Adolf Dygacz, polski etnograf, muzykolog (ur. 1914)
  - Sławomir Rawicz, polski żołnierz (ur. 1915)
- 2005:
  - Manuel Ballester Boix, hiszpański chemik, wykładowca w (ur. 1919)
  - Saul Bellow, amerykański pisarz, laureat Nagrody Nobla (ur. 1915)
- 2006:
  - Allan Kaprow, amerykański artysta, twórca i teoretyk happeningu (ur. 1927)
  - Adam Konieczko, polski malarz (ur. 1919)
  - Pasquale Macchi, włoski duchowny katolicki, arcybiskup, osobisty sekretarz papieża Pawła VI, prałat Loreto (ur. 1923)
  - Gene Pitney, amerykański piosenkarz (ur. 1941)
- 2007:
  - Maria Gripe, szwedzka pisarka (ur. 1923)
  - Werner Maser, niemiecki historyk (ur. 1922)
  - Mark St. John, amerykański gitarzysta, członek zespołu Kiss (ur. 1956)
  - Feliks Stramik, polski generał dywizji (ur. 1924)
- 2008:
  - Charlton Heston, amerykański aktor (ur. 1923)
  - Zbigniew Mikołajczak, polski dziennikarz sportowy (ur. 1925)
- 2009:
  - Wojciech Alaborski, polski aktor (ur. 1941)
  - Leszek Bugaj, polski polityk, samorządowiec (ur. 1947)
  - Jan Thomas, polski hokeista (ur. 1934)
- 2010 – Witalij Siewastjanow, rosyjski inżynier, kosmonauta (ur. 1935)
- 2011:
  - Baruch Samuel Blumberg, amerykański lekarz, astrobiolog, wykładowca akademicki, laureat Nagrody Nobla pochodzenia żydowskiego (ur. 1925)
  - Ange-Félix Patassé, środkowoafrykański polityk, prezydent Republiki Środkowoafrykańskiej (ur. 1937)
- 2012:
  - Cynthia Dall, amerykańska fotograf, muzyk stylu lo-fi (ur. 1955)
  - Tadeusz Zwilnian Grabowski, polski pisarz, poeta, pedagog, antymarksista (ur. 1926)
  - Jim Marshall, brytyjski przedsiębiorca, konstruktor (ur. 1923)
  - Bingu wa Mutharika, malawijski polityk, prezydent Malawi (ur. 1934)
  - Ferdinand Alexander Porsche, niemiecki inżynier, projektant samochodów (ur. 1935)
- 2013:
  - Regina Bianchi, włoska aktorka (ur. 1921)
  - Anna Güntner, polska malarka (ur. 1933)
  - Władysław Jabłoński, polski polityk, minister przemysłu lekkiego (ur. 1932)
  - Marceli Truchan, polski piłkarz ręczny, działacz sportowy (ur. 1935)
- 2014:
  - Marian Glinkowski, polski reżyser teatralny, animator kultury (ur. 1940)
  - Peter Matthiessen, amerykański pisarz (ur. 1927)
- 2015:
  - Evangelos Konstantinou, grecko-niemiecki historyk, bizantynolog (ur. 1933)
  - Jan Kusiewicz, polski śpiewak operowy (tenor) (ur. 1921)
  - Sergiusz Plewa, polski polityk, poseł na Sejm i senator RP (ur. 1940)
  - Michel Scheuer, niemiecki kajakarz (ur. 1927)
  - Tom Towles, amerykański aktor (ur. 1950)
- 2016:
  - Zyta Gilowska, polska ekonomistka, nauczyciel akademicki, polityk, poseł na Sejm RP, minister finansów, wicepremier (ur. 1949)
  - Maria Podraza-Kwiatkowska, polska historyk literatury (ur. 1926)
  - Tadeusz Zawistowski, polski podpułkownik, działacz kombatancki (ur. 1920)
- 2017:
  - Attilio Benfatto, włoski kolarz torowy i szosowy (ur. 1943)
  - Arthur Bisguier, amerykański szachista, dziennikarz (ur. 1929)
  - Olga Johann, polska psycholog, socjolog, działaczka samorządowa (ur. 1942)
  - Julian Klukowski, polski brydżysta (ur. 1939)
  - Tim Parnell, brytyjski kierowca wyścigowy (ur. 1932)
- 2018:
  - Eric Bristow, brytyjski darter (ur. 1957)
  - Branislav Pokrajac, serbski piłkarz ręczny, trener (ur. 1947)
  - Isao Takahata, japoński reżyser, scenarzysta i producent filmowy anime (ur. 1935)
  - Cecil Taylor, amerykański pianista jazzowy (ur. 1929)
- 2019:
  - Sydney Brenner, południowoafrykański biolog, laureat Nagrody Nobla (ur. 1927)
  - Roman Kirstein, polski przedsiębiorca, związkowiec, działacz opozycji antykomunistycznej (ur. 1943)
  - Nikołaj Kowalow, rosyjski generał, polityk (ur. 1949)
  - Gianfranco Leoncini, włoski piłkarz (ur. 1939)
  - Ivan Mrázek, czeski koszykarz, trener (ur. 1926)
- 2020:
  - Honor Blackman, brytyjska aktorka (ur. 1925)
  - Margaret Burbridge, brytyjska astronom (ur. 1919)
  - Mahmud Dżibril, libijski polityk, premier rządu tymczasowego Libii (ur. 1952)
  - Marta Olszewska, polska dziennikarka, działaczka opozycji antykomunistycznej (ur. 1932)
  - Lucjan Olszewski, polski dziennikarz i działacz sportowy (ur. 1935)
  - Jacek Rajchel, polski geolog, wykładowca akademicki (ur. 1944)
- 2021:
  - Jolanta Horodecka-Wieczorek, polska pisarka (ur. 1947)
  - Krzysztof Krawczyk, polski piosenkarz, gitarzysta, kompozytor (ur. 1946)
  - Paulino Lukudu Loro, południowosudański duchowny katolicki, arcybiskup Dżuby (ur. 1940)
  - Paul Ritter, brytyjski aktor (ur. 1966)
- 2022:
  - Sidney Altman, kanadyjski biolog molekularny, laureat Nagrody Nobla (ur. 1939)
  - Joaquim Carvalho, portugalski piłkarz (ur. 1937)
  - Stanisław Kowalski, polski lekkoatleta amator, superstulatek (ur. 1910)
  - Josef Panáček, czeski strzelec sportowy (ur. 1937)
  - Nehemiah Persoff, amerykański aktor (ur. 1919)
  - Jafrem Sakałou, białoruski polityk (ur. 1926)
  - Bjarni Tryggvason, islandzki meteorolog, astronauta (ur. 1945)
  - Janusz Zbierajewski, polski żeglarz, kapitan jachtowy (ur. 1942)
- 2023:
  - Albert Edward Baharagate, ugandyjski duchowny katolicki, biskup Hoimy (ur. 1930)
  - Bill Butler, amerykański operator filmowy (ur. 1921)
  - Janusz Kania, polski duchowny katolicki, historyk, archiwista (ur. 1946)
  - Sergio Gori, włoski piłkarz (ur. 1946)
- 2024:
  - Mohamed Dionne, senegalski inżynier-informatyk, polityk, premier Senegalu (ur. 1959)
  - John Louis, brytyjski żużlowiec (ur. 1941)
  - Edward Polański, polski językoznawca, polonista, slawista, leksykograf  (ur. 1932)
  - Peter Sodann, niemiecki aktor (ur. 1936)
  - Ahmad Fathi Surur, egipski prawnik, dyplomata, polityk, minister edukacji, przewodniczący Zgromadzenia Ludowego (ur. 1932)
- 2025:
  - Mouhcine Bouhlal, marokański piłkarz, trener (ur. 1970)
  - Heikki Hasu, fiński biegacz narciarski, kombinator norweski, polityk (ur. 1926)
  - Awigdor Jicchaki, izraelski polityk (ur. 1949)
  - Karol Karski, polski teolog ewangelicki, działacz ekumeniczny, profesor nauk teologicznych (ur. 1940)
  - Adam Myjak, polski rzeźbiarz, pedagog (ur. 1947)
  - Andreas Trembelas, grecki duchowny prawosławny, biskup metropolita Drinupolis, Pogoni i Konitsy (ur. 1939)